# Wormser Konkordat
Das Wormser Konkordat, auch als Pactum Calixtinum sive Heinricianum bezeichnet, ist ein am 23. September 1122 in Worms öffentlich ausgetauschtes Konkordat (so erstmals von Gottfried Wilhelm Leibniz 1693 bezeichnet) zwischen dem römisch-deutschen Kaiser Heinrich V. und Papst Calixt II., mit dem der Investiturstreit beigelegt wurde. Das Original der kaiserlichen Ausfertigung ist noch im Vatikanischen Geheimarchiv erhalten, von der päpstlichen Gegenurkunde existieren nur Abschriften.

## Inhalt

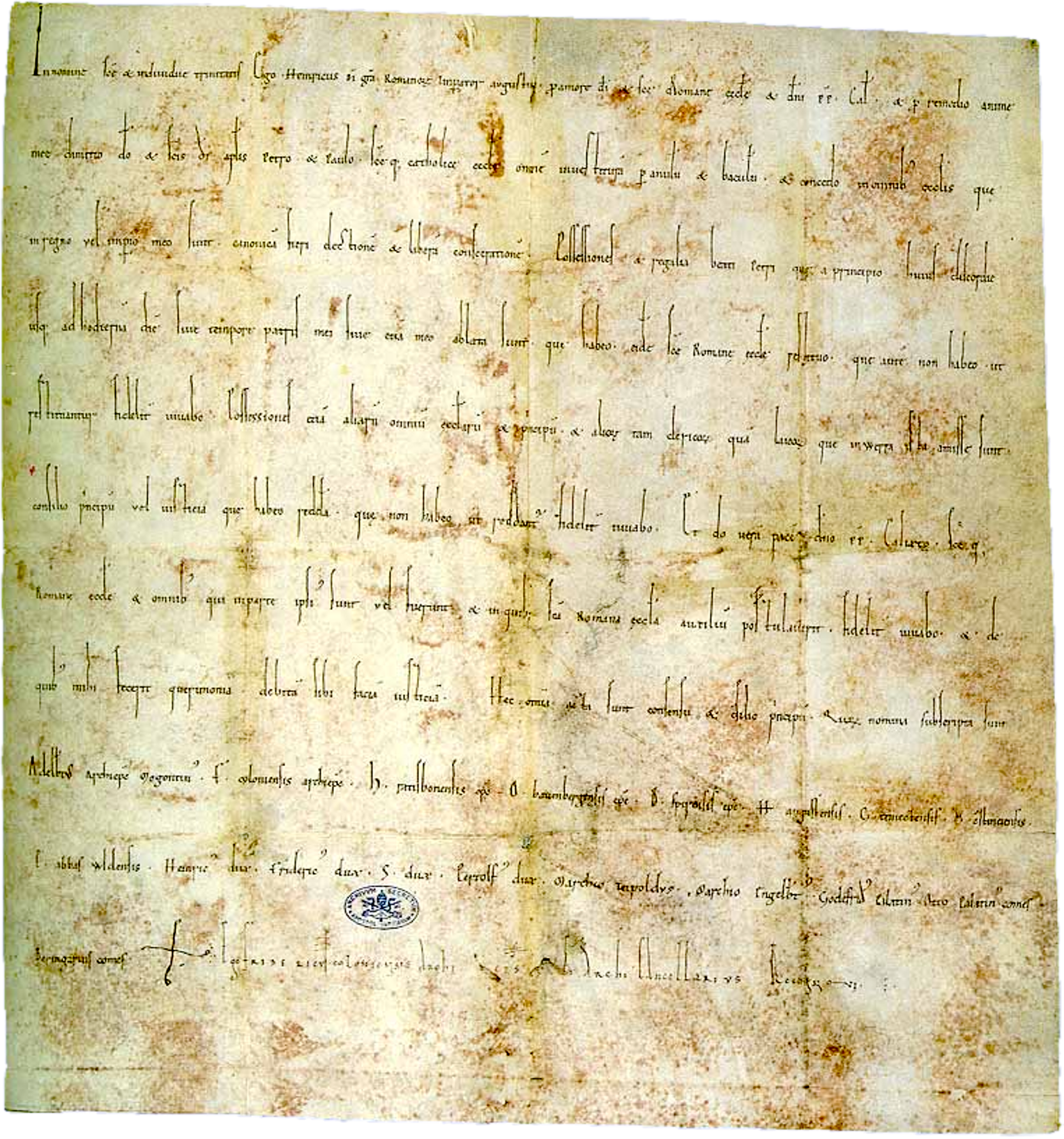
Kaiserliche Urkunde (Heinricianum) des Wormser Konkordats, ausgestellt am 23. September 1122 (Città del Vaticano, Archivio Apostolico Vaticano, A. A., Arm. I-XVIII, 62.)

Nach vorbereitendem Schriftwechsel akzeptierte Kaiser Heinrich V. auf einer Reichsversammlung in Worms 1122 den Anspruch der Kirche auf die Investitur der Bischöfe und Äbte mit Ring und Stab, den Symbolen für deren geistliche Ehe mit der Kirche und das priesterliche Hirtentum. Bischöfe wurden durch die Domkapitel gewählt. Im Gegenzug räumte Papst Calixt II. ein, dass die Wahl der deutschen Bischöfe und Äbte in Gegenwart kaiserlicher Abgeordneter stattfand und der Gewählte die weltlichen Hoheitsrechten, die mit seinem geistlichen Amt verbunden waren, vom Kaiser durch die „Zepterleihe“ erhielt.
Während im deutschen Teil des Kaiserreichs die Verleihung der Regalien durch den Kaiser vor der Weihe vorgesehen war, sollte sie in Italien und Burgund erst nach der Weihe erfolgen, wodurch dort der Einfluss des Kaisers auf die Einsetzung von Bischöfen praktisch verloren ging.

### Kaiserliche Urkunde(Heinricianum)
Heinrich V. akzeptierte den Anspruch der Kirche auf das Recht der Investitur und verzichtete im Wormser Konkordat auf die Investitur mit Ring und Stab. Des Weiteren gewährte er jeder Kirche die Wahlfreiheit der Investitur: 

„Im Namen der heiligen und ungeteilten Dreifaltigkeit. Ich, Heinrich, von Gottes Gnaden erhabener römischer Kaiser, – aus Liebe zu Gott, zur heiligen römischen Kirche und zum Herrn Papst Calixt sowie zum Heil meiner Seele – überlasse Gott, Gottes heiligen Aposteln Petrus und Paulus und der heiligen katholischen Kirche jegliche Investitur mit Ring und Stab, und ich erlaube, dass in allen Kirchen, die es in meinem König- und Kaiserreich gibt, kanonische Wahlen und freie Weihen stattfinden. Die Besitzungen und Regalien des heiligen Petrus, die seit Beginn dieses Streits bis zum heutigen Tage – zur Zeit meines Vaters oder auch zu meiner Zeit –  weggenommen wurden, werde ich, soweit ich sie besitze, der heiligen römischen Kirche zurückerstatten, soweit ich sie aber nicht besitze, werde ich getreulich helfen, dass sie zurückerstattet werden. Auch die Besitzungen aller anderen Kirchen und Fürsten und der anderen, Geistlicher wie Laien, die in diesen Wirren verloren wurden, werde ich nach dem Rat der Fürsten und gemäß der Gerechtigkeit nun, soweit ich sie besitze, zurückgeben, soweit ich sie nicht besitze, werde ich getreulich helfen, dass sie zurückgegeben werden. Und wahren Frieden gebe ich dem Herrn Papst Calixt, der heiligen römischen Kirche und allen, die auf deren Seite stehen und standen. Und worin die heilige Römische Kirche Hilfe anfordert, darin werde ich ihr getreulich helfen, und worüber sie bei mir Klage führt, darüber werde ich ihr gebührende Gerechtigkeit verschaffen. All das wurde verhandelt mit Zustimmung und Rat der Fürsten. Deren Namen sind hier verzeichnet: [...]. Ich Friedrich, Erzbischof von Köln und Erzkanzler, habe die Ausfertigung beglaubigt.“

### Päpstliche Urkunde (Calixtinum)
Im Gegenzug räumte Papst Calixt II. ein, dass die Wahl der deutschen Bischöfe und Äbte in Gegenwart kaiserlicher Abgeordneter verhandelt, der Gewählte aber mit den Regalien, die mit seinem geistlichen Amt verbunden waren, vom Kaiser durch das Zepter belehnt werden solle: 

„Ich, Bischof Calixt, Knecht der Knechte Gottes, verleihe Dir, meinem geliebten Sohn Heinrich, von Gottes Gnaden Römischer Kaiser, Mehrer des Reiches, dass die Wahlen der Bischöfe und Äbte des deutschen Königreiches, soweit sie dem Reich zugehören, in Deiner Gegenwart stattfinden, aber ohne Simonie und irgendwelche Gewalt: Wenn daher zwischen den Parteien Streit entsteht, so mögest du nach Rat oder Urteil des Metropoliten und der Mitbischöfe dieser Kirchenprovinz dann der verständigeren Partei Zustimmung und Hilfe zukommen lassen. Der Erwählte aber soll von dir durch das Zepter die Regalien erhalten, und er soll das leisten, was er dir aufgrund dessen rechtens schuldet. In den anderen Gebieten des Kaiserreiches jedoch soll der Geweihte innerhalb von sechs Monaten von Dir durch das Zepter die Regalien erhalten und er soll das leisten, was er Dir aufgrund dessen rechtens schuldet; ausgenommen bleibt alles, was anerkanntermaßen der römischen Kirche rechtlich gehört. Worüber du künftig bei mir Klage erhebst und Hilfe erbittest, darüber werde ich Dir dem Auftrag meines Amtes gemäß Hilfe gewähren. Wahren Frieden gebe ich Dir und allen denen, die auf Deiner Seite stehen oder standen zur Zeit dieses Streites.“

## Zeugen
Das erhaltene Heinricianum umfasst auch eine Zeugenliste. Darin sind aufgeführt:
- Erzbischof Adalbert von Mainz
- Erzbischof Friedrich von Köln
- Bischof Hartwig I. von Regensburg
- Bischof Otto von Bamberg
- Bischof Bruno von Speyer
- Bischof Hermann von Augsburg
- Bischof Godebold von Utrecht
- Bischof Ulrich I. von Konstanz
- Bischof Gebhard von Würzburg[4]
- Abt Erlolf von Fulda
- Herzog Heinrich IX. von Bayern
- Herzog Friedrich II. von Schwaben
- Herzog Simon I. von Lothringen
- Herzog Berthold III. von Zähringen
- Markgraf Diepold III. im Nordgau
- Markgraf Engelbert II. von Istrien
- Pfalzgraf Gottfried VI. von Antwerpen
- Pfalzgraf Otto V. von Baiern
- Graf Berengar I. von Sulzbach

## Vorbereitung durch Ivo von Chartres?
In der älteren Forschung (Augustin Fliche, Paul Fournier) galt vor allem Ivo von Chartres als Wegbereiter des Wormser Konkordats. Seit 1959 ist dies allerdings stark bestritten worden und die Differenz zwischen Ivos pragmatischen Kompromissen in Einzelfällen und dem Vertrag von 1122 betont worden.

## Bedeutung
Die Forschung ist sich einig, dass das Konkordat von Worms deutlich dazu beitrug, die Konflikte zwischen Papsttum und Kaisertum zu verringern. Zwar wurde der Investiturstreit damit weitgehend beigelegt, doch hatte das Kaisertum starke Einbußen erlitten. Die sakrale Aura des Kaisers war erschüttert und die bis dahin bestehende Einheit von Kaisertum und Papsttum aufgehoben. Das sollte zur Neuorientierung der Idee des Kaisertums unter den Staufern führen, wobei die Problematik fast bis ins Spätmittelalter Bestand hatte.

### Editionen
- Ed. G. H. Pertz in: MGH LL 2 (1869), S. 76. (Digitalisat [abgerufen am 11. Juli 2022]) (Nur Heinricianum, dieses aber auf breiterer handschriftlicher Grundlage als Weiland.)
- Ed. Harry Bresslau in: Theodor Sickel, Harry Bresslau: Die kaiserliche Ausfertigung des Wormser Concordats (Mit einem Facsimile.). In: Mitteilungen des Instituts für Österreichische Geschichtsforschung. Band 6, 1885, S. 105–139 (archive.org [abgerufen am 11. Juli 2022]). (Nur Heinricianum. Das Faksimile ist im Digitalisat nicht wiedergegeben.)
- Ed. Ludwig Weiland in: MGH Const. 1 (1893) S. 159–161 Nr. 107–108. (Digitalisat [abgerufen am 11. Juli 2022]) (Die am häufigsten zitierte Edition beider Fassungen; für das Calixtinum überholt durch Hofmeisters Ausgabe.)
- Adolf Hofmeister: Das Wormser Konkordat. Zum Streit um seine Bedeutung. Mit einer textkritischen Beilage. In: idem (Hrsg.): Forschungen und Versuche zur Geschichte des Spätmittelalters und der Neuzeit. Festschrift für Dietrich Schäfer zum siebzigsten Geburtstag dargebracht von seinen Schülern. Gustav Fischer, Jena 1915, S. 64–148, 146–148 (archive.org [abgerufen am 11. Juli 2022]). (Synoptische Ausgabe von drei Versionen des Calixtinum auf breiter handschriftlicher Grundlage. Die Edition ist im Digitalisat am oberen Seitenrand leicht beschnitten.)
- Adolf Hofmeister: Das Wormser Konkordat. Zum Streit um seine Bedeutung. Mit einer textkritischen Beilage. Mit einem Vorwort zur Ausgabe 1962 von Roderich Schmidt (= Libelli. Band 89). 2. Auflage. Wissenschaftliche Buchgesellschaft, Darmstadt 1979, S. 146–148 (archive.org [abgerufen am 11. Juli 2022]). (Zuerst 1962 erschienener photomechanischer Nachdruck von Hofmeisters Aufsatz, mit einer forschungsgeschichtlichen Einleitung. Der Aufsatz kann (und sollte) nach der originalen Paginierung zitiert werden. Die Edition ist im Digitalisat am unteren Seitenrand leicht beschnitten.)
- Wolfgang Dietrich Fritz (Hrsg.): Quellen zum Wormser Konkordat (= Kleine Texte für Vorlesungen und Übungen. Band 177). Berlin 1968 (archive.org [abgerufen am 11. Juli 2022]). (Einsprachige Anthologie mit Wormser Konkordat und verwandten Quellen, ohne kritischen Apparat, aber mit Sachkommentar.)
- Ed. Klaus Nass in: MGH Briefe dt. Kaiserzeit. 10/2 (2017) S. 554–557; Nr. 326–327. (Digitalisat) (Heinricianum und Calixtinum in der verkürzten Fassung des Codex Udalrici)

### Faksimiles desHeinricianum
- Theodor Sickel, Harry Bresslau: Die kaiserliche Ausfertigung des Wormser Concordats (Mit einem Facsimile.). In: Mitteilungen des Instituts für Österreichische Geschichtsforschung. Band 6, 1885, S. 105–139 (archive.org [abgerufen am 11. Juli 2022]). (Das Faksimile ist im Digitalisat nicht wiedergegeben.)
- Mathias Herweg (Hrsg.): Wormser Konkordat 1122. Faksimile-Ausgabe (= Deutsche Geschichte in Dokumenten). Braunschweig 2005.

### Übersetzungen
- Johannes Laudage, Matthias Schrör (Hrsg.): Der Investiturstreit. Quellen und Materialien (Lateinisch - Deutsch). Böhlau, Köln / Weimar / Wien 2006, S. 97-91, doi:10.7788/boehlau.9783412335472.
- Lorenz Weinrich (Hrsg.): Quellen zur deutschen Verfassungs-, Wirtschafts- und Sozialgeschichte bis 1250 (= Ausgewählte Quellen zur deutschen Geschichte des Mittelalters. Band 17). 2. Auflage. Wissenschaftliche Buchgesellschaft, Darmstadt 1977, S. 182–185 (content-select.com [abgerufen am 11. Juli 2022]).

Beide Ausgaben enthalten den lateinischen Text (ohne kritischen Apparat) und eine deutsche Übersetzung sowohl des Heinricianum als auch des Calixtinum.